# Stein Eriksen
Stein Eriksen (11. prosince 1927 Oslo – 27. prosince 2015 Park City) byl norský sjezdař.
Jeho otec Marius Eriksen získal v roce 1912 bronzovou olympijskou medaili v soutěži gymnastických družstev. Starší bratr Marius Eriksen mladší startoval jako lyžař na ZOH 1948, kde obsadil ve sjezdu 20. místo, více se však proslavil jako válečný stíhací letec a později filmový herec.
Eriksen získal šest titulů mistra Norska, na mistrovství světa v alpském lyžování v roce 1950 v Aspenu získal bronzovou medaili ve slalomu. Na domácí olympiádě 1952 v Oslo vyhrál mužský obří slalom a stal se tak prvním sjezdařským olympijským vítězem nepocházejícím z alpských zemí. Obsadil také druhé místo ve slalomu za Rakušanem Othmarem Schneiderem a byl šestý ve sjezdu. Na MS 1954 ve švédském Åre vyhrál slalom, obří slalom i alpskou kombinaci. Byla mu udělena Holmenkollenská medaile a v letech 1951 a 1954 byl zvolen norským sportovcem roku.
Poté ukočil amatérskou kariéru a odstěhoval se do USA, kde působil jako lyžařský instruktor a manažer střediska zimních sportů v Deer Valley. Byl také propagátorem akrobatického lyžování. V roce 1997 obdržel Královský norský záslužný kříž.